# Schneller als der Wind segeln
Segelfahrzeuge (Segelboote, Eissegler und Landsegler) können schneller als der Wind segeln. Bedingung dafür ist eine hohe Seitenführungskraft bei zugleich geringem Widerstand längs der Bewegungsrichtung des Fahrzeugs sowie ein Segel mit einem ausreichend hohen Gleitverhältnis.

## Physik

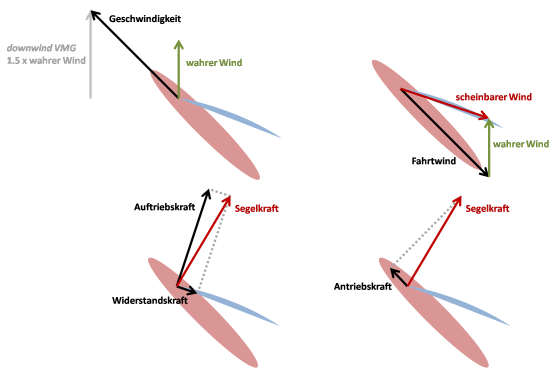
Vektor-Diagramm

Der scheinbare Wind erzeugt an der Tragfläche (Segel) eine Kraft, die (je nach Gleitverhältnis der Tragfläche) einen Winkel von fast 90° zum scheinbaren Wind haben kann. Solange also der scheinbare Wind an der Tragfläche nicht direkt von vorn kommt, kann diese Kraft eine nach vorn gerichtete Komponente haben, die den Segler antreibt.
Der hier auftretende physikalische Effekt ist der Venturi-Effekt, welcher beschreibt, dass die Luft auf der gewölbten Seite des Segels eine höhere Geschwindigkeit und gem. der Bernoulli-Gleichung auch einen geringeren Druck hat. In Folge entsteht ein Sog, bzw. Kraft in Richtung der Wölbung des Segels, welche den Segler zieht.
Ein Segler kann also beschleunigen oder seine Fahrt halten, auch wenn der scheinbare Wind schräg von vorn kommt, wie es der Fall ist, wenn man schneller als der Wind fährt.
Auf Raumwindkursen können Segler eine zum wahren Wind parallele Geschwindigkeits-Komponente entwickeln, die größer als die wahre Windgeschwindigkeit ist. Damit können sie durch Kreuzen vor dem Wind die Luftmasse in Windrichtung überholen. Diese etwas kontra-intuitive Tatsache kann man sich am besten anhand eines Vektor-Diagramms veranschaulichen.
Ein klassischer Segler kann jedoch Folgendes nicht:
- Direkt gegen den Wind segeln
- Direkt vor dem Wind schneller als der Wind segeln

In beiden Fällen kommt der scheinbare Wind an der Tragfläche direkt von vorn. Wenn die Konstruktion es allerdings zulässt, dass sich die Tragflächen relativ zum Fahrzeug bewegen, gelten die oben genannten Einschränkungen für die Kurse zum Wind nicht mehr. Dies ist beim Rotorsegler der Fall. Klassische Segler können allerdings eine VMG erreichen, die größer als die wahre Windgeschwindigkeit ist (siehe unten). Daraus folgt, dass sie zwar nicht direkt vor dem Wind schneller segeln können als der Wind, wohl aber mittels Kreuzen ein Ziel in dieser Richtung schneller erreichen können, als die Windgeschwindigkeit vermuten ließe.

## Klassische Segler

### Segelboote
Segelboote mit einem Verdränger-Rumpf schaffen es wegen des hohen Wasserwiderstands kaum, schneller als der Wind zu segeln. Gleiter hingegen erreichen deutlich höhere Geschwindigkeiten. 2009 stellte der Trimaran Hydroptère einen Geschwindigkeits-Weltrekord von 95 km/h bei einem Wind von 55 km/h auf. Alle Segelboote benötigen eine laterale Widerstandsfläche, um bei seitlichem Wind, die Versetzung durch die nach Lee drückende Kraft zu minimieren; anders gesagt: Durch eine große laterale Widerstandsfläche kann das Boot viel leichter nach vorn gedrückt werden als zur Seite. Die Rumpfform, ein Ballastkiel oder das Mannschaftsgewicht verhindern, dass der Wind das Schiff einfach auf die Seite legt. Dass dabei eine Kraft wirkt, ist an der teilweise recht deutlichen Krängung des Schiffes ersichtlich.
Kitesurfer und Windsurfer erreichen zwar ähnliche Höchstgeschwindigkeiten, aber meistens ein geringeres Vielfaches der Windgeschwindigkeit. Rob Douglas stellte 2010 bei etwa 80 km/h Wind einen Rekord mit einem Kiteboard von 103 km/h auf.
Die effizientesten Segelboote erreichen eine Leegeschwindigkeit (downwind VMG), die mehr als das Doppelte der Windgeschwindigkeit beträgt. Beim America’s Cup 2010 segelte die Siegeryacht 37 km mit dem Wind in 1 h 3 min. Damit betrug ihre downwind VMG das 2,5fache der Windgeschwindigkeit. Hydrofoil-Segelboote können ihren Rumpf mittels Tragflächen vollständig aus dem Wasser heben, wodurch der Wasserwiderstand erheblich reduziert wird. Trotzdem verfügen auch diese Boote über eine große laterale Widerstandsfläche.
Entgegen der Intuition wird durch das Segeln schneller als der Wind nicht das Prinzip der Energieerhaltung verletzt, weil die zur Fortbewegung verwendete Energie einer, mit steigender scheinbarer Windgeschwindigkeit (Windgeschwindigkeit am Boot), immer größeren Luftmenge entzogen wird.

### Eissegler
Eissegler erreichen wegen der geringen Reibung zwischen Kufen und Eis routinemäßig ein Vielfaches der Windgeschwindigkeit. Es wurde zwar von Geschwindigkeiten über 200 km/h berichtet, zuverlässig durch Messungen mit GPS sind jedoch 135 km/h bestätigt.

### Landsegler
Der Landsegler Greenbird stellte 2009 einen Weltrekord für windgetriebene Landfahrzeuge von 203 km/h auf, wobei die  Windgeschwindigkeit 50–65 km/h betrug.

## Rotorsegler
Beim Rotorsegler rotieren die Tragflächen im Fall eines Flettnerantriebs um eine vertikale Achse, im Fall eines Propellers um eine waagrechte Achse. Sie erfahren daher einen anderen scheinbaren Wind als das Fahrzeug. Ihre Rotation ist an die Bewegung des Fahrzeugs gekoppelt, z. B. über Räder auf Land oder einen zweiten Rotor im Wasser. Im Gegensatz zum klassischen Segler können Rotorsegler theoretisch sowohl direkt gegen den Wind als auch direkt vor dem Wind schneller als der Wind fahren. Während der Rotor in beiden Fällen bremsend auf den wahren Wind einwirkt, unterscheidet sich die Richtung des Leistungsflusses zu bzw. von den Rädern (bzw. der Schiffsschraube):
- Direkt gegen den Wind: Der Luft-Rotor wirkt als Turbine, welche die Räder (oder den Wasser-Propeller) antreibt.
- Direkt vor dem Wind schneller als der Wind: Luft-Rotor wirkt als Propeller, der von den Rädern (oder von der Wasser-Turbine) angetrieben wird.

Die für den Antrieb bzw. zur Beschleunigung des Fahrzeugs benötigte Energie wird hierbei dadurch gewonnen, dass der wahre Wind durch den Luft-Rotor abgebremst wird.
Die maximale Geschwindigkeit in beide Richtungen ist nur durch die Effizienz, nicht jedoch durch die Windgeschwindigkeit beschränkt. In der Praxis können Boote mit Rotor zwar direkt gegen den Wind fahren, bisher jedoch in keine der beiden Richtungen schneller als der Wind. Landfahrzeuge hingegen haben sowohl direkt vor dem Wind schneller als der Wind, als auch direkt gegen den Wind schneller als der Wind praktisch demonstriert.
1969 baute Andrew Bauer einen Rotor-Wagen, der 1,2-fache Windgeschwindigkeit direkt vor dem Wind erreichte. Dieses Ergebnis wurde am 2. Juli 2010 deutlich übertroffen, als der Propeller-Wagen Blackbird 2,8 mal schneller als der direkte Rückenwind fuhr und damit den ersten zertifizierten Weltrekord in dieser Kategorie aufstellte. Am 16. Juni 2012 stellte eine Turbinen-Version des Blackbird mit 2,1-facher Windgeschwindigkeit direkt gegen den Wind einen weiteren Weltrekord auf.